# Kumpoo
K.K. Kumpoo (jap. 株式会社薫風, Kabushiki kaisha Kumpū, übersetzt etwa: „Sommerbrise“, engl. Kumpoo Sports, Co. Ltd.) ist ein japanischer Hersteller von Badmintonzubehör aus Funabashi. Das Stammkapital der Firma beträgt 60 Millionen Yen.

## Geschichte
Die Firma wurde im Mai 2001 gegründet. Zuerst wurden Federbälle hergestellt, später folgten auch Badmintonschläger, Schuhe, Taschen, Bekleidung und weiteres Zubehör. Als Hauptsponsor und Namensgeber fungierte die Firma unter anderem bei den Macau Open 2011.

## Vertragsspieler
- Songphon Anugritayawon
- Kunchala Voravichitchaikul
- Sudket Prapakamol
- Saralee Thungthongkam
- Duanganong Aroonkesorn
- Zhang Zhibo
- Wang Rong
- Przemysław Wacha